# Schwingschleifer
Ein Schwingschleifer, auch Rutscher oder Sander genannt, ist ein handgeführtes Elektro- oder Druckluftwerkzeug zum Schleifen von Oberflächen mittels auf einer Schwungplatte befestigten Schleifpapiers. Schwingschleifer werden für Vor- und Nachschleifarbeiten an verschiedenen Werkstoffen wie z. B. Hart- und Weichhölzern sowie bei Lacken eingesetzt. Das Schleifpapier wird auf der Schwungplatte durch Klemmen oder mit Klettverschluss befestigt. Mittels einer Staubabsaugung ist ein umwelt- und gesundheitsverträgliches Arbeiten gewährleistet.

## Unterteilung der Gerätekategorie

### Klassischer Schwingschleifer
Durch den Motor wird eine exzentrisch gelagerte, rechteckige Schwungplatte mit dem aufgespannten Schleifpapier in eine kreisförmige Bewegung gebracht.

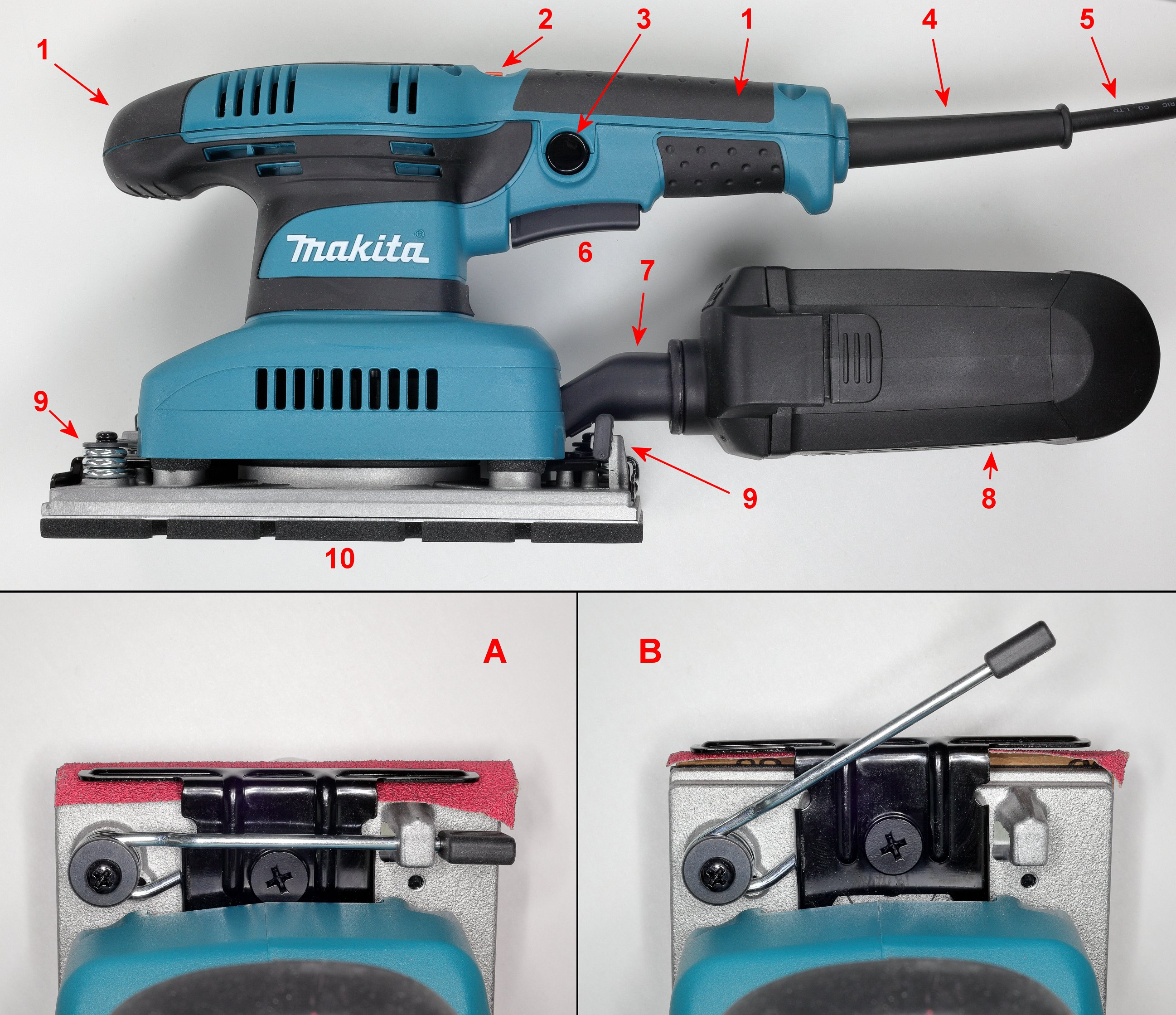
Schwingschleifer

Das Bild zeigt einen Schwingschleifer mit Griffflächen (1), Drehknopf für Oszillationsfrequenz (2), Feststelltaste für den Ein/Aus-Schalter (3), Knickschutz (4) für das Netzkabel (5), Ein/Ausschalter (6), Abluftkanal von der Schleifplatte (7), Staubfangbehälter mit Beutel (8),  Klemmvorrichtungen für Schleifleinen (9) und Schleifplatte für Schleifleinen/Rollenschleifpapier (10)
Außerdem zeigt es die Klemmvorrichtung für Schleifpapier (rot) in geschlossenem Zustand (A) und offen für einen Schleifpapierwechsel (B).
Üblich sind wechselbare Schleifplatten mit Klettverschluss und Schleifplatten mit Klemmverschluss für Schleifleinen oder Schleifpapier, welches von der Rolle zugeschnitten wird. Besser ausgestattete Modelle besitzen Absaugkanäle für den Schleifstaub. Für Rollenschleifpapier bieten die Hersteller der Maschinen Stanzvorlagen an, um bei aufgelegtem Papier Löcher an den Absaugkanälen einzustechen.
Mit der rechteckigen Schleifplatte ist eine Bearbeitung in Werkstücken und -kanten möglich. Der Schleifhub beträgt 1,5 - 5 mm und erreicht dadurch eine mittelstarke Leistung im Abtrag, weshalb es vor allem zum Feinschliff von Holzoberflächen geeignet ist.
Die rechteckige Form der Schleifplatte erlaubt die Bearbeitung von Ecken und Kanten. Dies ist mit einem Exzenterschleifer oder Getriebeexzenterschleifer durch die runden Schleifteller schwieriger.
Mit einer im Wesentlichen dreieckigen Grundplatte wird das Gerät als Deltaschleifer bezeichnet.

### Exzenterschleifer

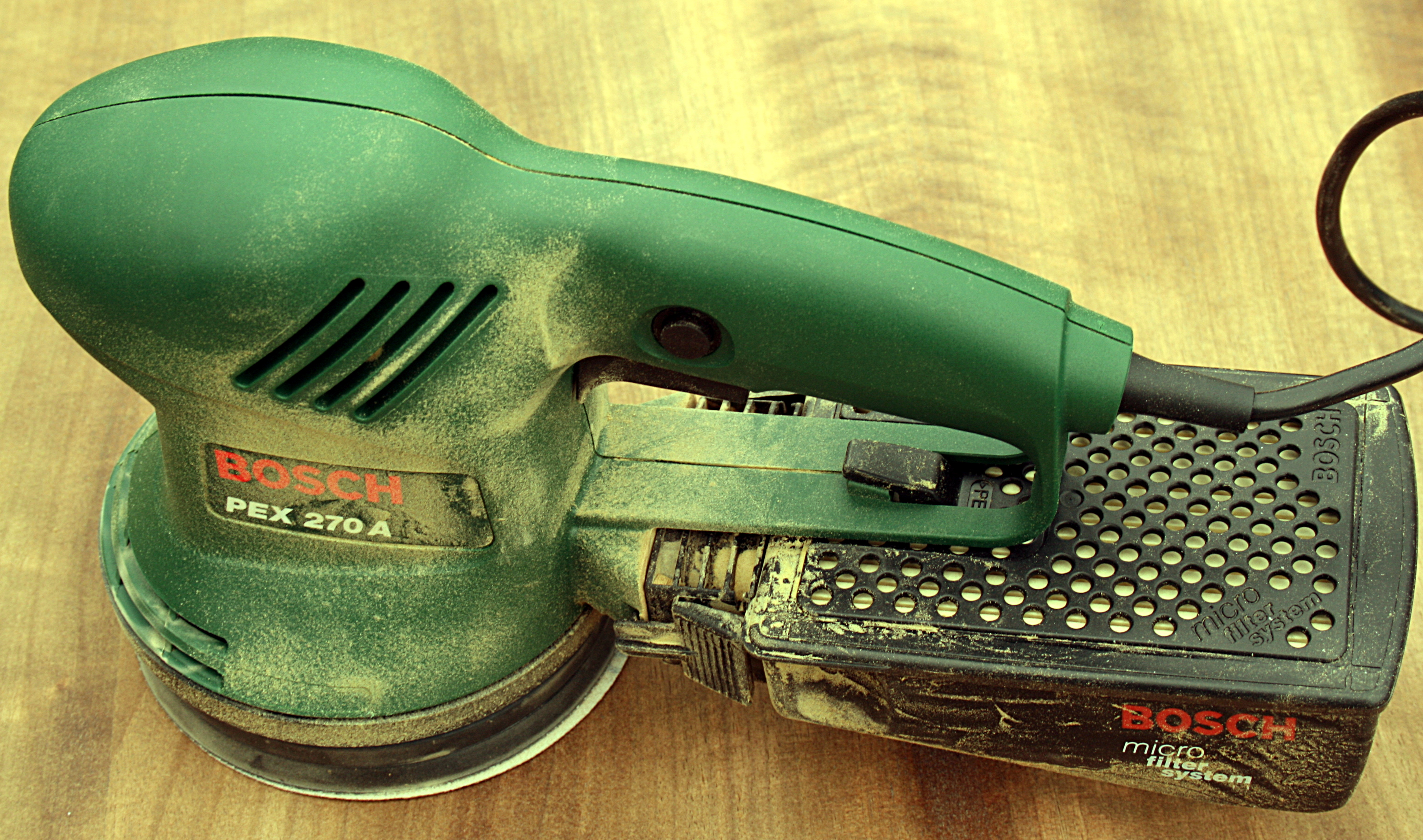
Exzenterschleifer

Im Gegensatz zum klassischen Schwingschleifer hat der Exzenterschleifer eine rotierende Schleifscheibe, deren meist runder Schleifteller aufgrund exzentrischer Lagerung zugleich kreisförmig schwingt.
Der Exzenterschleifer wird parallel zur Arbeitsfläche geführt. Er kann frei oder zwangsgeführt rotieren. Die Abtragsleistung wird unter Zwangsführung messbar erhöht, da hier ein Getriebe für eine gleichbleibende kreisförmige Schwingung der Schleifscheibe sorgt. Neben der Metallbearbeitung können auch Holz, Kunststoffe und Glas bearbeitet werden. Exzenterschleifer eignen sich gut zum Feinschleifen von Flächen, die beim klassischen Schwingschleifer üblichen kreisförmigen Riefen im Schleifgut werden durch die kombinierten Dreh- und Schwingbewegungen weitgehend vermieden. Wegen der exzentrischen Bewegung muss nicht auf die Faserrichtung des Holzes geachtet werden. Der Abtrag ist drei- bis viermal höher als beim reinen Schwingschleifer. Aufgrund der runden Form des Schleiftellers hat der Exzenterschleifer allerdings Schwierigkeiten in Ecken zu schleifen; dafür ist ein Dreiecksschleifer besser geeignet.

### Getriebeexzenterschleifer

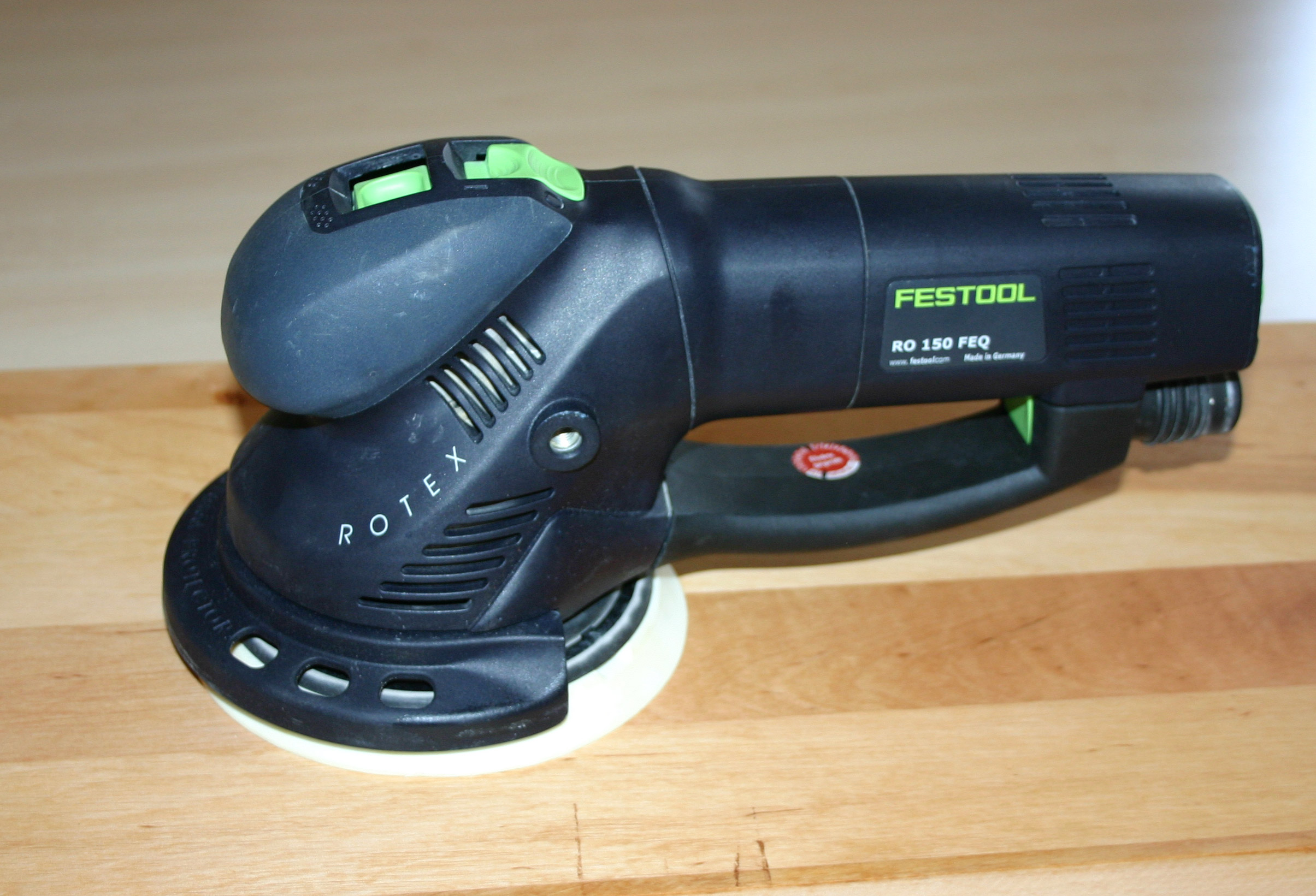
Getriebe-Exzenterschleifer

Dieser Schleifer hat zusätzlich noch ein Getriebe, womit sich in der Regel zwei Stufen einstellen lassen: Im ersten Gang Grobschliff mit großem Abtrag und im zweiten Gang Feinschliff/Polieren. Durch einen Schalter kann ein Zahnradgetriebe zwischen Motor und Schleifteller zugeschaltet werden, wodurch ein hoher Abtrag gewährleistet wird. Selbst sehr grobe Schliffe und das Abschleifen von mehreren Schichten Lack oder Farbe sind möglich.